# Transmutation
Die Transmutation (aus dem lateinischen transmutatio: Verwandlung), auch Kernumwandlung sowie Elementumwandlung oder kurz Umwandlung genannt, ist die Veränderung eines chemischen Elementes in ein anderes. Im Kern des Atoms verändert sich dabei die Protonenzahl.
Eine Elementumwandlung ist mit chemischen Mitteln nicht möglich. Sie erfolgt bei verschiedenen Arten von radioaktiven Zerfällen und Kernreaktionen; auch dies wird manchmal ganz allgemein Transmutation genannt. Elementumwandlungen durch Kernreaktionen finden im großtechnischen Maßstab vor allem bei der Energieumwandlung in Kernreaktoren als Neben-, meistens jedoch als Abfallprodukt statt. Es gibt Konzepte, radioaktive Abfälle in ihrer Gefährlichkeit durch Transmutation zu verringern.
Einige Konzepte für Kernfusionsreaktoren sehen vor, die schwierig und teuer zu beschaffenden „Brennstoffe“ wie Deuterium oder Tritium in derselben Anlage zu „erbrüten“, die auch die eigentliche Fusion vornimmt. Dies wäre gleichzeitig eine geeignete Verwendungsform der enorm hochenergetischen Neutronen wie sie zum Beispiel bei D-T-Fusion anfallen.
Auch medizinische Radionuklide für den Einsatz in der Nuklearmedizin sowie die Materialien für Thermoisotopengeneratoren („Atombatterie“) werden üblicherweise durch (gezielte) Transmutation gewonnen, wahlweise in Kernspaltungsreaktoren oder in Teilchenbeschleunigern bzw. mittels Spallation. Eine in kleinem Maßstab demonstrierte, aber bisher großtechnisch nicht ökonomische Möglichkeit ist auch die Transmutation geringwertiger oder sogar als „Abfall“ angesehener Materialien zu höherwertigen Materialien, hauptsächlich Edelmetallen. Dieser „reale Stein der Weisen“ gelang erstmals Glenn Seaborg, als er im Labormaßstab Bismut zu Gold transmutierte, jedoch zu Kosten, die den Wert des produzierten Goldes um Größenordnungen überstiegen.
Eine weitere Form der Transmutation mit nicht-radioaktiven Zielprodukten ist die Neutronen-Transmutationsdotierung, welche als spezielle Form der Dotierung bei Halbleitern großtechnisch eingesetzt wird.
Anfang Mai 2025 berichteten Forscher am CERN, dass sie im LHC bei der Kollision von Bleikernen temporär winzige Mengen an Gold erzeugt hätten. Wenn die Kerne nicht kollidieren, sondern dicht aneinander vorbeifliegen, können diesen durch ein intensives magnetisches Feld Protonen entzogen werden. Ein Bleiatom mit drei Protonen weniger ist ein Goldatom.

## Geschichte
Für Alchemisten war mit Transmutation die angestrebte Verwandlung unedler Metalle wie Blei oder Quecksilber in Gold oder Silber gemeint. Ein Hilfsmittel war der Stein der Weisen.
Die erste Kernumwandlung wurde 1919 von Ernest Rutherford durchgeführt, aber erst 1925 als solche erkannt (siehe: Kernreaktion → Geschichte).

## Transmutation in der Nuklear-Entsorgung

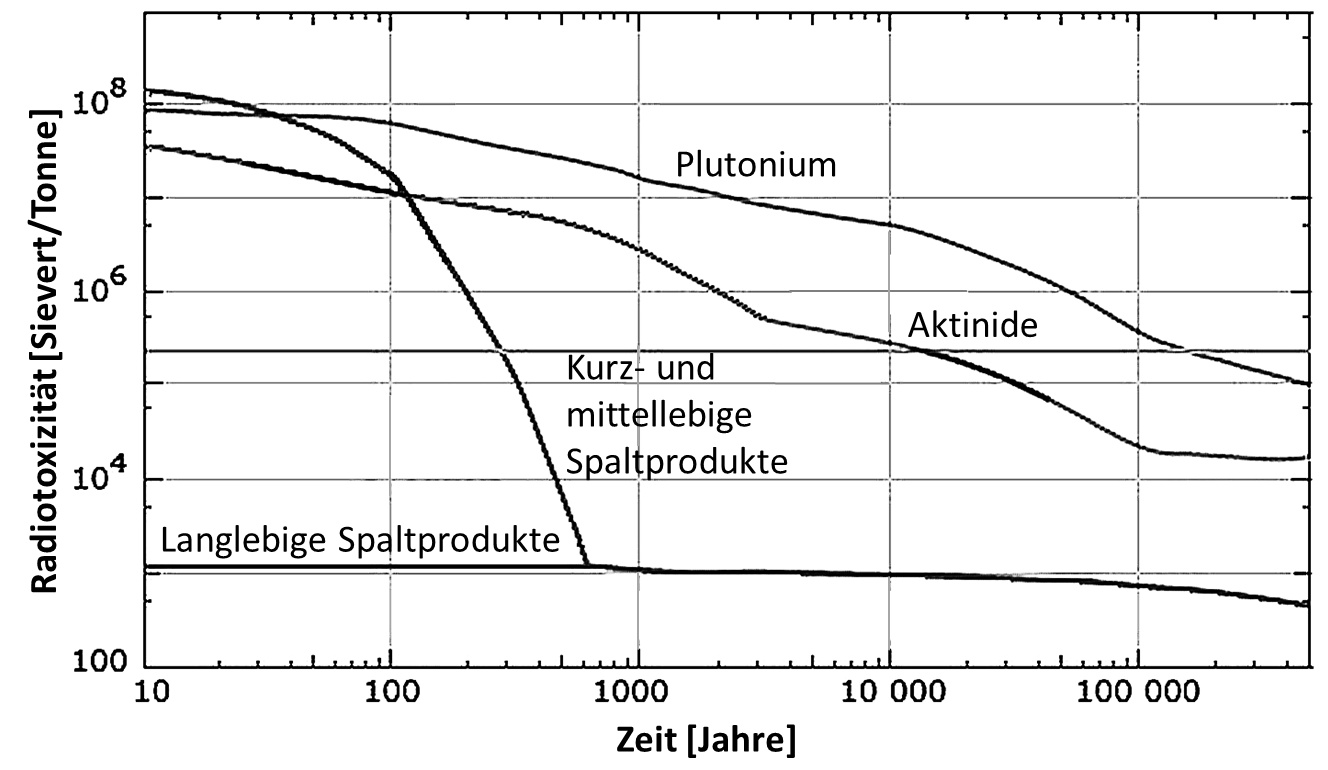
Radiotoxizität der verschiedenen Bestandteile des Atommülls heutiger Leichtwasserreaktoren

Seit den 1990er Jahren werden als Transmutation spezielle Techniken bezeichnet, mit denen radioaktiver Abfall in seiner Gefährlichkeit verringert werden soll, indem durch Kernreaktionen mit freien Neutronen die besonders langlebigen radioaktiven Bestandteile in kürzerlebige verwandelt werden. Die Transmutation kann aber ein Endlager für hochradioaktive Abfälle nicht ersetzen, da nicht alle Abfallstoffe umwandelbar sind und neue Abfälle entstehen. Hauptsächlich geht es dabei um die minoren Actinoide Neptunium, Americium und Curium – genauer: die Nuklide Np-237, Am-241, Am-243 und Cm-245 – mit ihren besonders langen Halbwertszeiten. In manchen der Konzepte soll auch Plutonium mit umgewandelt werden, obwohl Plutonium auch in Form von Uran-Plutonium-MOX-Brennstoff in heutigen (2015) Kernkraftwerken genutzt werden kann. Allerdings ist das Isotop Plutonium-240 weder fissil noch fertil und reichert sich (durch Neutroneneinfang von Plutonium-239, welches üblicherweise nach Einfang eines Neutrons eine Kernspaltung durchführt, aber auch zu Pu-240 transmutiert werden kann und dieser Vorgang geschieht häufiger als der Neutroneneinfang von Pu-240 zu Pu-241) in abgebrannten MOX-Brennstäben an, so dass der Plutonium-Anteil verbrauchter MOX-Brennstäbe üblicherweise als stark radioaktiver Abfall entsorgt und nicht weiter genutzt wird. Bestimmte Konzepte sehen zusätzlich die Transmutation langlebiger Spaltprodukte vor.

### Partitionierung
Vor der Transmutation müssen bei den meisten Verfahren zunächst die zu bearbeitenden Anteile – also die minoren Actinoide, je nach gewählter Strategie zusammen mit dem Plutonium und evtl. den Spaltprodukten – aus dem gebrauchten (abgebrannten) Reaktorbrennstoff abgetrennt werden. Für diese Partitionierung (Partitioning) müssen chemische Verfahren entwickelt werden, die über die existierenden Wiederaufarbeitungsverfahren, z. B. den PUREX-Prozess, hinausgehen. Erforscht werden neben hydrometallurgischen auch pyrometallurgische Verfahren, nämlich elektrochemische Prozesse in einer Salzschmelze.

### Geeignete Transmutationsreaktion: Kernspaltung oder Neutroneneinfang
Die vorherrschenden Reaktionen der Actinoide mit Neutronen sind Kernspaltung und Neutroneneinfang. Die Spaltung ist der zur Halbwertszeitverkürzung erwünschte Prozess; er liefert zugleich auch noch nutzbare Energie. Der Neutroneneinfang erzeugt dagegen nur das nächstschwerere, manchmal ebenfalls langlebige Nuklid. Zwar ist Neutroneneinfang üblicherweise auch exotherm, jedoch ist die dabei frei werdende Energie um ca. den Faktor 20 geringer als jene, die bei der Kernspaltung frei wird.
Der Spaltungs-Wirkungsquerschnitt von Nukliden mit gerader Neutronenzahl für einfallende thermische Neutronen ist klein und wächst erst für Neutronenenergien oberhalb ca. 1 MeV stark an. Der Einfangquerschnitt ist dagegen bei allen Nukliden für thermische Neutronen am größten. Deshalb werden zur Transmutation überwiegend Anlagen mit einem „schnellen“, also nicht moderierten Neutronenspektrum in Betracht gezogen. Je nach Material (Transuranabfall eignet sich vorwiegend zur Spaltung, Spaltprodukte sind oft hauptsächlich durch Neutroneneinfang (und darauf folgenden Zerfall, zumeist Beta-Zerfall) sinnvoll transmutierbar) sind daher teilweise auch thermische Neutronenspektren erforderlich, so dass ein einzelner Reaktor oder ein einzelnes Konzept schwerlich alle Abfälle sinnvoll transmutieren kann.

### Transmutation mit kritischen Reaktoren

#### Minore Actinoide
Reaktoren mit schnellen Neutronen können zur Transmutation der minoren Aktinoide genutzt werden – tatsächlich ist das „Erbrüten“ von Plutinium, das dem Konzept des schnellen Brüters zugrunde liegt, eine Form der Transmutation von Uran 238. Zur Transmutation minorer Actionide gab es allerdings bereits Experimente, beispielsweise im Kernkraftwerk Phénix in Frankreich und in der Anlage EBR-II in USA. Am russischen BN-Reaktor wird ebenfalls Transmutationsforschung betrieben, regelmäßige Transmutation minorer Actionide ist aber dort nicht bezweckt.
Derzeit werden weltweit mehrere Reaktorkonzepte für schnelle Brutreaktoren entwickelt, die gezielt zur Transmutation eingesetzt werden sollen, insb. einige der sog. Generation IV-Reaktoren. Bislang wurde noch kein solcher Reaktor umgesetzt.
Allerdings befindet sich mit dem russischen BREST ein bleigekühlter schneller Reaktor im Bau, der nach aktuellem Stand 2027 in Betrieb gehen soll und der Transmutation explizit zum Ziel hat; das Projekt beinhaltet auch die Errichtung einer dafür notwendigen, neuartigen Wiederaufbereitungsanlage. Ein ähnliches Projekt verfolgt z. B. das Unternehmen Nucleo, das in Frankreich den bleigekühlten LFR-AS-30- Testreaktor errichten soll. Daneben gibt es „schnelle“ Reaktorkonzepte mit flüssigem Kern, wie etwa das flüssigsalzbasierte FSMR-Projekt von terrapower, welche die Konzeptphase verlassen haben. Eine Kombination aus beiden Ansätzen (Bleikühlung und flüssigem Kernbrennstoff) verfolgt der Dual-Fluid-Reaktor.
Ein von Anfang an auf Transmutation und gleichzeitige Energiegewinnung ausgelegtes Projekt war ASTRID (Advanced Sodium Technological Reactor for Industrial Demonstration), ein in Frankreich geplantes 600-Megawatt-Kernkraftwerk mit natriumgekühltem Reaktor der IV. Generation. Das Astrid-Projekt wurde 2019 vorläufig eingestellt, eine Weiterführung des Projekts in der zweiten Hälfte des jetzigen Jahrhunderts blieb angedacht.
Die Transmutation von minoren Aktinoiden in schnellen Reaktoren kann zu Sicherheitsproblemen führen, weil bei der Spaltung vermehrt unverzögerte Neutronen erzeugt werden, durch die der Reaktor je nach Bauart prompt kritisch werden kann. Hier liegt der besondere Vorteil von Reaktorkonzepten mit flüssigem Brennstoff, weil dieser sich bei steigender Temperatur ausdehnt und damit die Wahrscheinlichkeit der Kernspaltung durch schnelle Neutronen reduziert, was zu einer Selbstregulation je nach Wärmeentnahme führen kann.
Beispielsweise wäre im BN-800-Reaktor zurzeit nur die Transmutation der in einem Jahr anfallenden minoren Aktinoide eines 1-GW-Kernkraftwerks möglich. An der Steigerung der Menge wird geforscht. Ein Weg wäre, das Uran-238 vollständig aus dem Reaktorkern zu entfernen und durch einen – gegenüber Neutronenstrahlung – inerten Platzhalter zu ersetzen. In diesem Falle könnten 90 kg minore Aktinoide im Jahr transmutiert werden, der jährliche Ausstoß von etwa fünf Leichtwasserreaktoren der 1-GW-Klasse. Ein solches Konzept wird aber nicht verfolgt, da es dem Hauptzweck eines jeden Brüters entgegenstünde, U238 zu transformieren, aus dem der weitaus größte Teil (a. 95 %) abgebrannter Brennstäbe besteht. Für eine komplette Beladung des BN-800 braucht man rund 15 t Material, davon etwa 20,5 % Plutonium, der Rest ist größtenteils Uran-238. Dieses Material könnte auch aus aufbereiteten alten Brennstäben von Atomkraftwerken stammen. Bei 10 % Abbrand hätte sich die eingesetzte Menge nach dem Zyklus um 1,5 t verringert.

#### Spaltprodukte
Die Transmutation langlebiger Spaltprodukte (z. B. Selen-79, Zirconium-93, Technetium-99, Palladium-107, Iod-129 und Cäsium-135) ist wegen der sehr geringen Einfangquerschnitte im schnellen Neutronenspektrum anspruchsvoll. Je nach Nuklid kommen allerdings auch andere Reaktionen, vor allem (n,α)-Reaktionen, in Betracht. In den 1990er Jahren wurde an dem Versuchsreaktor ALMR in Hanford – mit schnellem Neutronenspektrum – die Transmutation von Technetium-99 in kurzlebige Spaltprodukte demonstriert. Es konnte deutlich mehr Technetium-99 transmutiert werden, als gleichzeitig erzeugt wurde.
Auch thermische Neutronen wären zur Transmutation nicht effizient, da in diesem Falle Bestrahlungszeiten von weit mehr als 100 Jahren erforderlich würden. Es gibt Überlegungen, das Spektrum schneller Reaktoren durch geeignete Moderatoren für die Spaltprodukttransmutation zu optimieren.
Insgesamt ist anzumerken, dass langlebige Spaltprodukte (hauptsächlich Technetium-99 und Cäsium-135) gegenüber Plutonium-239, Uran-235/238 oder minoren Aktinoiden eine um mehrere Größenordnungen geringere Radiotoxizität haben, wie obiger Abbildung zu entnehmen ist.
Zirconium-93 könnte prinzipiell als Zircalloy-Hüllrohr „recycelt“ werden. Die geringe Radioaktivität spielt im Kontext von Kernbrennstoff keine Rolle, allerdings hat 93Zr einen etwas höheren Wirkungsquerschnitt für Neutroneneinfang als andere Isotope des Zirconiums, was entsprechend berücksichtigt werden müsste.

##### Technetium
Technetium-99 fällt neben seiner Rolle als Spaltprodukt in Kernreaktoren auch als Endprodukt der medizinischen Nutzung seines Kernisomers Technetium-99m an. Nachdem Technetium-99m zu „normalem“ Technetium-99 zerfallen ist, hat es keinen bekannten Nutzen mehr und kann auch nicht – bei vertretbarem Aufwand – zu Technetium-99m rückumgewandelt werden. Allerdings führt Neutroneneinfang von Technetium-99 zur Entstehung von kurzlebigem Technetium-100, das zum stabilen Isotop Ruthenium-100 des wertvollen Platingruppen-Metalls Ruthenium zerfällt. Hier wäre also mit der Zerstörung des „Abfalls“ gleichzeitig die Erzeugung eines wertvollen Produktes verbunden. Der Neutroneneinfangsquerschnitt ist abhängig von der Energie der einfallenden Neutronen und beträgt zum Beispiel bei geringen Energien im Bereich von 1 Elektronenvolt etwa 10 Barn. Gelänge es, eine hinreichend starke Neutronenquelle hinreichend preiswert zu produzieren, wäre der Preis des erzeugten Rutheniums alleine genug, um die Abtrennung und Transmutation des Technetiums zu refinanzieren. Mit Stand 2022 ist mit einer solchen Neutronenquelle nicht zu rechnen, jedoch könnten Fortschritte in der Kernfusion dies in der Zukunft ändern.

### Transmutation mit beschleunigergetriebenen Reaktoren
Im Brennstoff kritischer Reaktoren dürfen die minoren Actinoide nur eine geringe Beimischung bilden, denn wegen ihres zu kleinen Generationenfaktors wird sonst die Kritikalität nicht erreicht. Diese Beschränkung entfällt aber, wenn der Reaktor unterkritisch mit einer äußeren, von einem Teilchenbeschleuniger „getriebenen“ Neutronenquelle betrieben wird. Mit der Entwicklung der Spallations-Neutronenquellen sind Leistungsreaktoren dieser Art in den Bereich des Möglichen gerückt. Solche Accelerator Driven Systems (ADS) könnten alle überhaupt spaltbaren Nuklide energieliefernd verwerten.
Bekannt wurden insb. das Konzept von Bowman u. M. und der Energy amplifier (Energieverstärker) nach Carlo Rubbia u. M. (manchmal auch als „Rubbiatron“ bezeichnet). Bowmans Vorschlag ist der technologisch anspruchsvollere und „radikalere“ (mit Transmutation auch der Spaltprodukte). Er hat aber – zumindest bis 2013 – nicht zu detaillierten Entwicklungsarbeiten geführt. Rubbias Vorschlag hält sich näher an schon erprobte Technologien.
Die europäische ADS-Demonstrationsanlage MYRRHA (Multi-purpose hYbrid Research Reactor for High-tech Applications) soll im Forschungszentrum Mol in Belgien errichtet werden und etwa 2030 in Betrieb gehen.
Eine ADS-Versuchsanlage am Beschleunigerzentrum J-PARC in Japan ist im Bau und sollte den Betrieb mit Transmutationsbrennstoff etwa 2020 aufnehmen. Das geschah bisher noch nicht (Stand: 01/2022).
Den Ansatz eines beschneunigergetriebenen Thorium-Reaktors zur gezielten Transformation verfolgt kommerziell das Schweizer Unternehmen Transmutex. Eine Studie der Bundesagentur für Sprunginnovation vom Februar 2025 kommt zu dem Schluss, dass dies nicht nur funktionieren wird, sondern sich bereits die erste Anlage dieser Art auch wirtschaftlich rentieren wird.

### Thorium-Brennstoffzyklus
Die „Entsorgung“ von Plutonium ohne dabei neues Plutonium zu erzeugen ist möglich, indem man anstatt 238U (aus welchem unweigerlich Plutonium entsteht) als „Füllmaterial“ in Plutoniumhaltigen Brennstoff Thorium verwendet. 232Th wird durch Neutroneneinfang und anschließenden Betazerfall zu spaltbarem 233U. „Abgebrannter“ thoriumhaltiger Brennstoff kann daher mehr spaltbares Material enthalten als der frische Brennstoff. Thorium ist als – heute zumeist unerwünschter – Bestandteil des Seltenerderzes Monazit reichlich und preiswert vorhanden, da vormalige Nutzungen wie als Glühstrumpf kaum mehr Verwendung finden. Allerdings entsteht bei Verwendung von Thorium hochradioaktives 232U, das (bzw. dessen Zerfallsprodukte) erhebliche Mengen Gammastrahlung abgibt. Dies erfordert besonders komplexe Apparaturen für die Wiederaufarbeitung von Thorium-Brennstoff und den Transport „abgebrannter“ Brennelemente sowie einen hohen Automatisierungsgrad. Der Thorium-Brennstoffkreislauf ist prinzipiell mit kritischen wie unterkritischen, schnellen wie thermischen Reaktoren denkbar und kann Brutzahlen >1 auch mit thermischen Neutronen erreichen. Jedoch wird er oft mit Flüssigsalzreaktoren in Verbindung gebracht, die prinzipiell auch mit Uran betrieben werden können und welche sowohl im schnellen als auch im thermischen Neutronenspektrum operieren können. Oftmals ist bei Verwendung von flüssigen Salzen als Brennstoff „kontinuierliche Wiederaufarbeitung“ angedacht, bei welcher wenigstens ein Teil der Spaltprodukte kontinuierlich bei laufendem Betrieb abgetrennt wird und frischer „Brennstoff“ (meist in Form von Thorium aber prinzipiell in Form diverser Actinoide denkbar) zugeführt wird. Der Einsatz von Thorium wurde unter anderem im Kernkraftwerk Shippingport, dem ersten ans öffentliche Stromnetz angeschlossenen Kernkraftwerk der USA, erfolgreich demonstriert. Eine weitere Möglichkeit wären MOX-Brennelemente in denen nicht Uran, sondern Thorium den zweiten Schwermetall-Bestandteil ausmacht. Während das bei Pu/U-Mischungen anfallende Plutonium aufgrund des höheren Gehalts nicht spaltbarer Isotope wie 240Pu und 242Pu wenig attraktiv ist, entsteht bei Verwendung von Pu/Th-Mischungen spaltbares 233U, welches wiederum zu neuen Brennelementen verarbeitet werden kann. Aufgrund der oben erwähnten 232U-Problematik, und da die gegenwärtigen Wiederaufarbeitungsanlagen nicht auf Thorium ausgelegt sind, ist eine großtechnische Umsetzung jedoch nicht absehbar. Ein Brennstab mit Pu/Th-Brennstoff bzw. ein entsprechend befüllter Abschnitt in einem konventionellen Brennelement wurde in den frühen 1970er Jahren im Kernkraftwerk Lingen bzw. vor Betriebsende 2005 im Kernkraftwerk Obrigheim testweise eingesetzt und bestrahlt.

## Verwertung von Waffenplutonium
Eine mit der Abfallverarbeitung verwandte Aufgabe ist die friedliche Nutzung (und damit Beseitigung) vorhandener Waffenplutonium-Vorräte.
Praktiziert wurde dies in den ersten 2 Betriebsjahren im BN-800 in Russland. Durch die verwendeten schnellen Neutronen und Weglassen des Brutmantels bildeten sich dabei auch kaum neue Transurane. Mittlerweile nutzt man dort jedoch MOX Brennstäbe.
Hingegen kann dies zwar schon in heutigen (2015) Leichtwasserreaktoren mit MOX-Brennelementen erfolgen. Dabei entsteht allerdings aus dem Uran-Anteil des Brennstoffs wieder neues, wenngleich nicht waffengeeignetes Plutonium. Schneller wirksam und vielleicht wirtschaftlicher wäre die Verwendung modifizierter Reaktoren, wie z. B. von Galperin u. M. unter der Bezeichnung Plutonium incinerator (Plutoniumverbrenner) vorgeschlagen. In einem üblichen Westinghouse-Druckwasserreaktor würde dazu statt des normalen Brennelement-Typs ein Typ mit zwei konzentrischen, verschieden beladenen Zonen (seed and blanket) verwendet. Die Innenzone jedes Brennelements enthält das Plutonium, aber kein Uran, und hat ein hohes Moderator-zu-Brennstoff-Verhältnis; die Außenzone enthält den Brutstoff Thorium, aus dem Uran-233 entsteht, das direkt im Reaktorbetrieb wieder verbraucht wird. Der Reaktor würde als Kraftwerk die elektrische Leistung von 1100 Megawatt liefern. Von der jährlichen Beladung mit 1210 kg Waffenplutonium würden 702 kg durch Spaltung beseitigt. Die restlichen 508 kg hätten beim Entladen einen hohen Anteil geradzahliger Transurane (Pu-240, Pu-242, Am-242, Cm-242, Cm-244) und eine hohe Spontanspaltungsaktivität, sie wären also für militärische Waffen, aber auch für alles andere ungeeignet. Derzeit gibt es nur wenige Reaktoren (z. B. der BN-800) die diese Transurane in kleinen Mengen von ca. 30 kg jährlich transmutieren können.

## Erzeugung von medizinisch oder industriell genutzten Radionukliden
Während Spaltprodukte aus Sicht des Kraftwerksbetreibers bestenfalls inert, im schlimmsten Fall aber störende Neutronengifte sind, haben einige davon bekannte, bereits genutzte oder zumindest denkbare Anwendungen. Da es üblich ist, abgebrannten Brennstoff aus kommerziellen Kraftwerken vor jeglicher Art der Weiterbehandlung jahrelang in Abklingbecken zu lagern, sind jedoch kurzlebige Spaltprodukte aus dieser Quelle nicht zugänglich. Dazu kommt, dass Brennstoffzyklen von 12–24 Monaten dazu führen, dass am Anfang des Zyklus gebildete kurzlebige Produkte bereits bei Entnahme der Brennelemente aus dem Kern zerfallen sind oder – so es sich um Nuklide mit hohem Einfangsquerschnitt handelt – transmutiert wurden, wenn die Brennelemente den Reaktor verlassen. Trotzdem gibt es für mittel- und langlebige Spaltprodukte wie 85Kr, 137Cs oder 90Sr bekannte Anwendungen, für die sich auch eine Extraktion aus Brennstoff kommerzieller Kraftwerke lohnen könnte.
Üblicherweise werden jedoch auch solche Nuklide, welche sich am einfachsten durch Kernspaltung erzeugen lassen, in Forschungsreaktoren hergestellt, welche keine (Nullleistungsreaktor) oder keine nennenswerte Wärme produzieren und folglich nicht für Strom oder Fernwärme genutzt werden. Beispielhaft sei hier die Produktion von 99Mo bzw. dessen Tochternuklid 99mTc genannt (Technetium-99m-Generator). Diese werden fast ausschließlich durch Kernspaltung in Forschungsreaktoren – darunter in Ländern wie Australien, welche keine Leistungsreaktoren haben – produziert. Aufgrund der Abhängigkeit von nur wenigen Erzeugern und der Tatsache, dass nur rund 6 % aller bei Kernspaltungen anfallenden Atome 99Mo sind, besteht seit Jahren ein Interesse an anderen Produktionswegen.
Eine mögliche Alternative zur bestehenden Produktion ist die Bestrahlung von Molybdän-Targets mit Neutronen. Molybdän ist relativ kostengünstig verfügbar und das geeignete Isotop 98Mo ist mit 24,13 % Anteil an natürlichem Molybdän bereits recht häufig. Eine eventuelle Anreicherung über Molybdän(V)-fluorid wäre denkbar und trotz des höheren Siedepunktes im Vergleich zu Uranhexafluorid (212 °C für MoF5; 56,5 °C für UF6) vermutlich mit Anlagen, die heutigen Urananreicherungsanlagen ähneln, vermutlich verhältnismäßig einfach machbar. Problematisch ist jedoch, dass kein reines 99Mo gewonnen wird, da auch bei Verwendung von isotopisch reinem 98Mo als Target ein Teil des 98Mo „unverbraucht“ zurückbleibt, oder ein Teil des 99Mo zu extrem langlebigen 100Mo weiter reagiert. Bei Verwendung nicht isotopisch reiner Targets entstehen darüber hinaus Nebenprodukte wie radioaktives und langlebiges 93Mo und (über zwei Betazerfälle mit Halbwertszeiten im Minutenbereich) stabiles 101Ru. Obwohl Ruthenium ein wertvolles Edelmetall ist, und daher als Koppelprodukt interessant sein könnte, stören all diese Nebenprodukte die Verwendung von 99Mo wie sie für die heutige therapeutisch-diagnostische Infrastruktur optimiert ist.
Einige Radionuklide werden bevorzugt durch Neutroneneinfang hergestellt. Hier sei beispielhaft Kobalt-60 genannt, welches in kommerziellen Kernkraftwerken vom Typ CANDU aus natürlichem Kobalt hergestellt wird. Da „unterm Strich“ durch den Zerfall von 60Co zu 60Ni Cobalt vernichtet und Nickel erzeugt wird, ist dieser Prozess auch Transmutation im Sinne der (mehr oder weniger gezielten) Umwandlung eines Elements in ein Anderes. Angesichts der Weltmarktpreise von Cobalt und Nickel ist – ohne Berücksichtigung des Wertes, den Cobalt-60 aufgrund seiner Radioaktivität hat – dieses Verfahren allerdings ein „Verlustgeschäft“.
Andere Radioisotope, vor allem solche mit niedrigem Neutronenüberschuss oder sogar Protonenüberschuss, werden in Teilchenbeschleunigern erzeugt. Da gerade für Therapien und diagnostische Verfahren wie Positronenemissionstomographie genutzte Nuklide teilweise sehr kurzlebig sind, besteht Interesse an möglichst kurzen Transportwegen – idealerweise die Herstellung direkt am Ort der Verwendung. Da Teilchenbeschleuniger mit ihrer Herkunft in der Spitzenforschung aufwendig und teuer zu bauen betreiben und warten sind, können entsprechende Therapien nur an wenigen Orten angeboten werden. Daher besteht immenses Interesse am „Teilchenbeschleuniger in Tischgröße“ („tabletop accelerator“), welcher derartige Therapien billiger und verbreiteter machen könnte. Für niedrige Energien sind derartige Beschleuniger bereits verfügbar, doch einige Nuklide erfordern für ihre Herstellung höhere Energien als diese „Miniatur-Beschleuniger“ derzeit zu liefern imstande sind. Je nach verwendetem Target und therapeutisch genutztem Nuklid findet eine Transmutation bereits beim Beschuss (z. B. (p,2p)-Reaktion), beim Zerfall des Zielnuklids und/oder dessen Vorgänger oder bei beidem statt. Es gibt aber auch Prozesse, bei denen „netto“ keine Transmutation passiert – zum Beispiel wenn ein instabiles Nuklid durch „Herausschlagen“ von Nukleonen aus dem Target gebildet wird, das Zielnuklid letztlich aber wieder zu einem stabilen Isotop des Ausgangselements zerfällt. Bekanntestes Beispiel ist der natürliche 14N / 14C Kreislauf auf Erden. Durch (n,p) Reaktion in der Hochatmosphäre wird aus stabilem 14N radioaktives 14C. Dieses wird unter Beta-Zerfall jedoch zu 14N verwandelt, wodurch der Kreislauf wieder am Ausgangspunkt angelangt ist. Nützlich ist dieser natürliche Vorgang vor allem für Radiokohlenstoffdatierung, aber industrielle Nutzung für Diamantbatterien wird ebenfalls diskutiert.